# أولاد عيسى بن اسعيد (أولاد عبد الله)
أولاد عيسى بن اسعيد هو دُوَّار يقع بجماعة الدخيسة، عمالة مكناس، جهة فاس مكناس في المملكة المغربية. ينتمي الدوّار لمشيخة أولاد عبد الله التي تضم 9 دواوير. يقدر عدد سكانه بـ 1183 نسمة حسب الإحصاء الرسمي للسكان والسكنى لسنة 2004.

## روابط خارجية
- البوابة الوطنية للجماعات الترابية
- المندوبية السامية للتخطيط